# Eotetranychus neodeleoni
Eotetranychus neodeleoni är en spindeldjursart som beskrevs av Gutierrez och Bolland 1998. Eotetranychus neodeleoni ingår i släktet Eotetranychus och familjen Tetranychidae. Inga underarter finns listade i Catalogue of Life.